# China Gas Holdings
China Gas Holdings — китайська газова компанія. Штаб-квартира знаходиться в гонконгському районі Ваньчай, офіційно зареєстрована на Бермудах.
У списку найбільших компаній світу Forbes Global 2000 за 2022 посіла 1252 місце (1169 за розміром виручки, 899 за чистим прибутком, 1547 за активами).

## Діяльність
Є однією з найбільших компаній Китаю з управління газорозподільними мережами (поряд із China Resources Gas та The Hong Kong and China Gas Company). Станом на березень 2022 обслуговувала 43,1 млн домогосподарств та 317 тис. комерційних клієнтів у 660 містах Китаю (включаючи 15 адміністративних центрів провінцій). За 2021/2022 фінансовий рік реалізовано 36,7 млрд м³ газу, з них 7,35 млрд м³ – домогосподарствам, 14,6 млрд м³ – комерційним клієнтам. Мережа газопроводів компанії мала довжину 525,5 тис. км. Основними джерелами газу є скраплений природний газ та газифікація вугілля (у північних провінціях).
Основні підрозділи станом на 2022:
- Природний газ - газопостачання міст та селищ через мережу газопроводів, прокладання газопроводів.
- LPG — робота зі зрідженими вуглеводневими газами (LPG), включаючи імпорт, зберігання та торгівлю через мережу автогазозаправних станцій.
- Послуги з доданою вартістю – виробництво газового обладнання під торговою маркою Gasbo.
- Опалення – організація центрального опалення у містах південної частини Китаю, де немає муніципальних котелень.